# Бірема

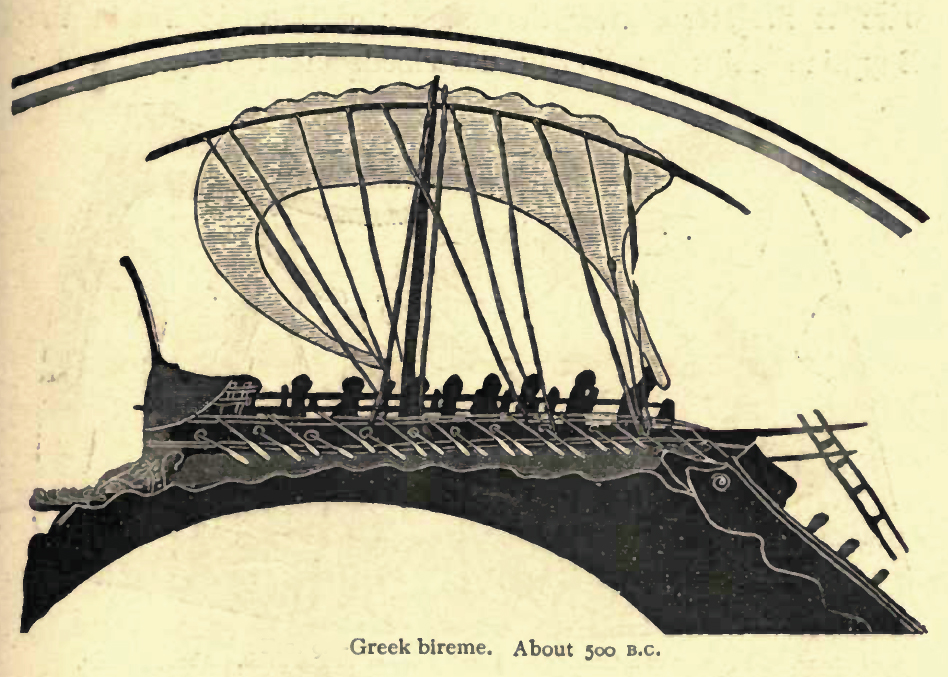
Грецька бірема близько 500 до н. е., ескіз з давньогрецької вази з Вульчі, Британський музей

Бі́рема (лат. biremis), у греків діє́ра (дав.-гр. διήρης) — бойовий корабель античності з двома рядами весел, найпростіший та найменший з багаторядних кораблів. Оскільки біреми виникли на основі пентеконтер, то зазвичай мали сто весел. Біреми бували як палубними, так і безпалубними кораблями. Легкий та повороткий корабель який широко використовувався в античні часи як розвідувальне та легке бойове судно. Появу перших бірем у фінікійців датують зазвичай початком VIII століття до нашої ери, а в греків кінцем того сторіччя.